# تقييم الخبير (طوابعية)
تقييم الخبير لطوابع البريد (Philatelic expertisation)، هو العملية التي يُطلب فيها من خبير أو جهة مختصة إعطاء رأي حول ما إذا كانت قطعة البريد أو القرطاسية البريدية أصلية وما إذا كانت قد اصلحت أو عدلت بأي شكل من الأشكال. بمعنى آخر فالتقييم هو طلب رأي سلطة ما حول ما إذا كان الطابع أصيلاً ونادراً أو حصل تغييره أو تعديله بأي شكل من الأشكال.

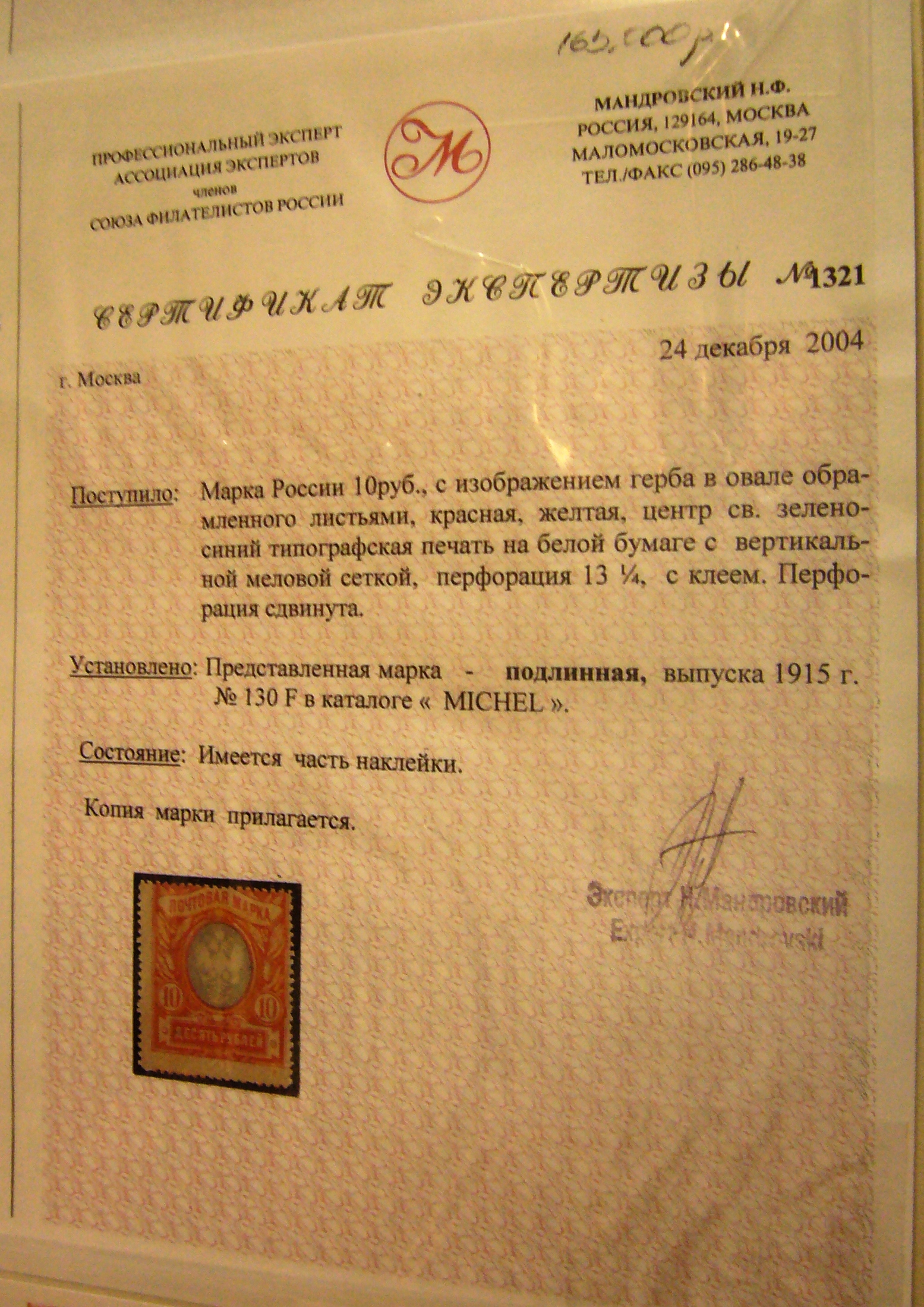
شهادة خبرة وتقييم للطابع

التزوير والتزييف أو إعادة إضافة الصمغ للطوابع وإعادة فصلها أو ثقبها أمر شائع في سوق طوابع البريد، وزبائن اليوم يطالبون بشكل متزايد شهادة الخبير قبل شراء أي قطعة ذات قيمة. بعض القطع تكون مزيفة أو معدلة بشكل متكرر لدرجة أنهُ قد يكون من الصعب بيعها بدون شهادة الخبراء.

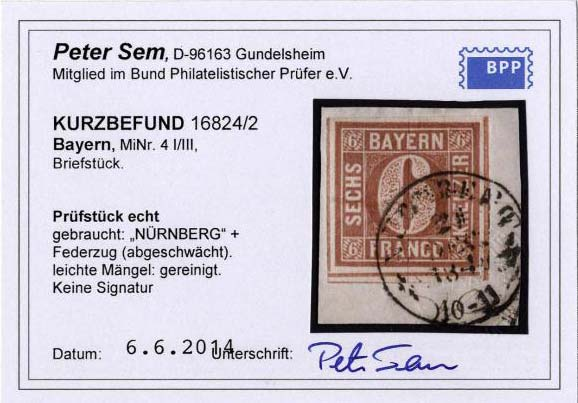
شهادة خبرة وتقييم للطابع

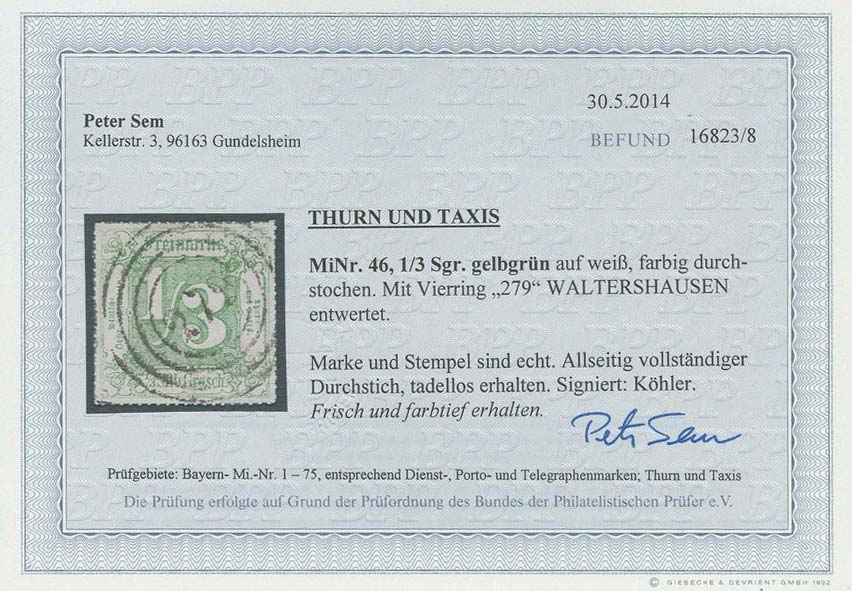
شهادة خبرة وتقييم للطابع

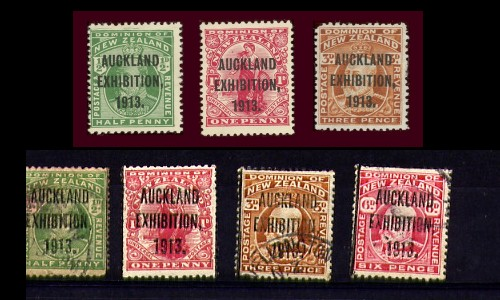
قطع مزيفة - تزوير معرض أوكلاند

## عملية التخصص
قد يكون الخبراء أفرادًا أو لجانًا، لكنهم جميعًا سيتبعون عملية مشابهة لتحديد ما إذا كانت قطعة ما أصيلة. تختلف آراء الخبراء وقد تطورت بمرور الوقت. يمكن أن تؤثر آراء الخبراء المتضاربة، مثل ظلال الألوان أو ما إذا كان الطابع قد اعيد فصله أو تثقيفه، بشكل كبير على قيمة الطابع.

### الطوابع
سيحاول الخبراء تحديد ما إذا كانت الطوابع المُستَفسَر عنها تمثل مثالاً حقيقياً لمجموعة معينة من الطوابع؛ أي ما إذا كانت قد طُبعت في نفس الوقت من نفس اللوحة أو الحجر مثل تلك المجموعة من الطوابع. من بين العوامل التي قد يأخذونها في الاعتبار هي:
- هل تصميم الطابع مطابق لتصاميم الطوابع الأصلية؟ الطوابع المقلدة تختلف دائماً بدرجات متفاوتة عن الطوابع الأصلية.
- هل حجم الطابع صحيح؟
- هل تم طباعة الطابع باستخدام نفس طريقة الطباعة، مثل الطباعة الحجرية، النقش، إلخ؟
- هل الورق مطابق للورق المستخدم في الطوابع الأصلية؟ هل السُمك واللون ونوع الورق (مسطح أو منسوج) صحيح؟
- هل يحتوي الطابع على علامة مائية صحيحة كما هو الحال في الطوابع الأصلية؟
- هل فصل طوابع البريد صحيح. بمعنى هل الثقوب صحيحة في موقعها؟ مثل، هل تباعد الثقوب صحيح؛ هل هي بنفس الحجم والنوع والشكل للطابع الأصلي؟
- هل لون الطابع صحيح؟ هل طبع بالألوان الصحيحة؟ لأن بعض الأحبار قد تتفاعل مع الضوء فوق البنفسجي.
- هل يحتوي الطابع على التوسيم الصحيح؟
- هل يحتوي الطابع على الصمغ الصحيح؟
- حتى لو كانت الطوابع مطبوعة من الألواح الأصلية أو الحجر، فهل هي إعادة طباعة تمت لاحقاً، سواء بشكل رسمي أو غير رسمي؟ قد تكون هناك اختلافات خفية في اللون أو الورق أو التصميم.

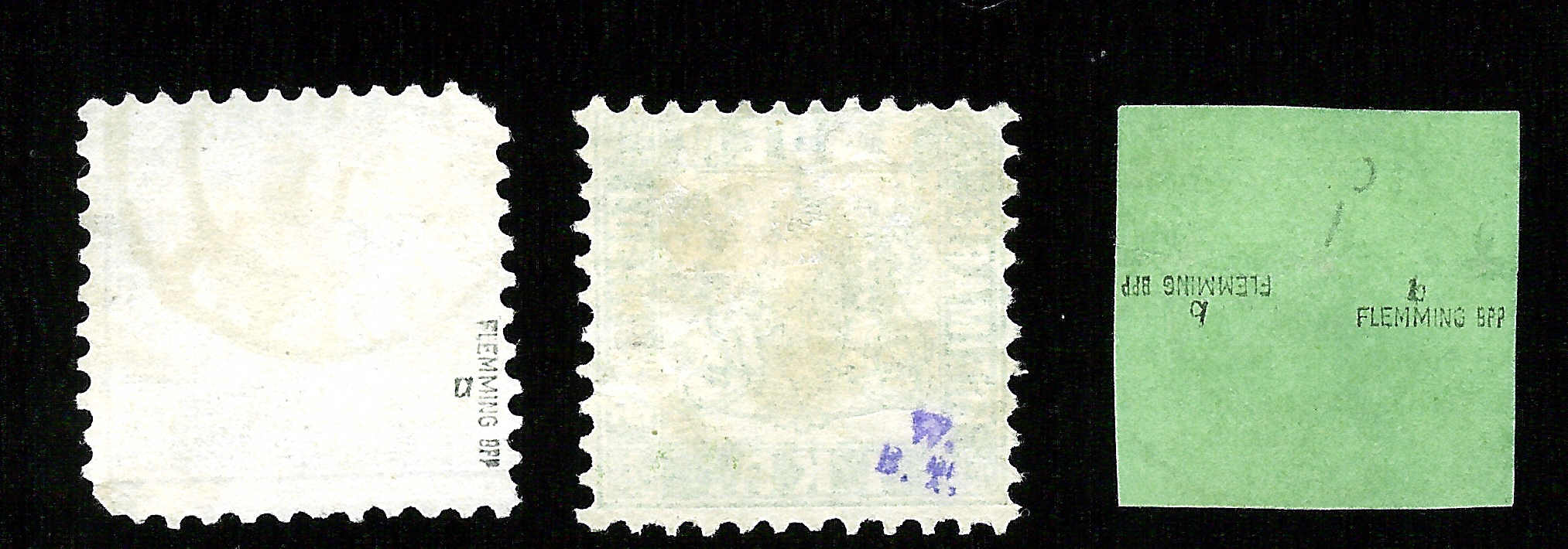
نوع الصمغ علامة شهادة للطوابع

سيسأل الخبراء أيضًا عما إذا كان الختم قد تم تغييره بأي شكل:
- هل تم تغيير لون الطابع؟ يمكن أن يتم ذلك كيميائياً في بعض الأحيان.
- هل تمت إضافة ثقوب أو إزالتها لجعلها تبدو بدون ثقوب أو على شكل بكرة؟
- هل تم تغيير التصميم بأي شكل من الأشكال؟ في بعض الأحيان، يتم تغيير الفئة على طابع شائع من سلسلة معينة إلى فئة نادرة.
- هل تمت إضافة أو إزالة طبعة فوقية؟
- هل تمت إضافة أو إزالة إلغاء؟ إذا كان الطابع ملغى، هل عملية الإلغاء أصلية وتعود للفترة المناسبة للطابع؟
- هل تم ضغط الشبكة؟ يمكن ضغط الشبكات المستخدمة من إصدار الطوابع الأمريكي لعام 1869 لتظهر وكأنها إعادة إصدار لعام 1875.
- هل تمت إجراء تغييرات أخرى؟ حيث عدل الطابع الشائع ذو الرأس المقلوب أربعة آنة من الهند عن طريق قطع صورة الملكة فيكتوريا وإعادة تركيبها مقلوبة، أو عن طريق محو الصورة كيميائيًا وإعادة طباعتها مقلوبة، لجعل الطابع يبدو كأنهُ طابع مقلوب نادر.

سيسعى الخبراء أيضًا لتحديد ما إذا كانت الطوابع الأصلية قد تم إصلاحها أو تنظيفها:
- هل تم إصلاح تمزق؟
- هل تم استعادة قطعة مفقودة؟
- هل تم إصلاح بقعة رقيقة أو ثقب في الورق؟
- هل تم تنظيف الطابع؟
- هل تم إعادة لصق الطابع؟
- هل تم إصلاح ثقوب قصيرة أو مفقودة؟
- هل تم إصلاح طية أو الثنية؟

## الأغلفة

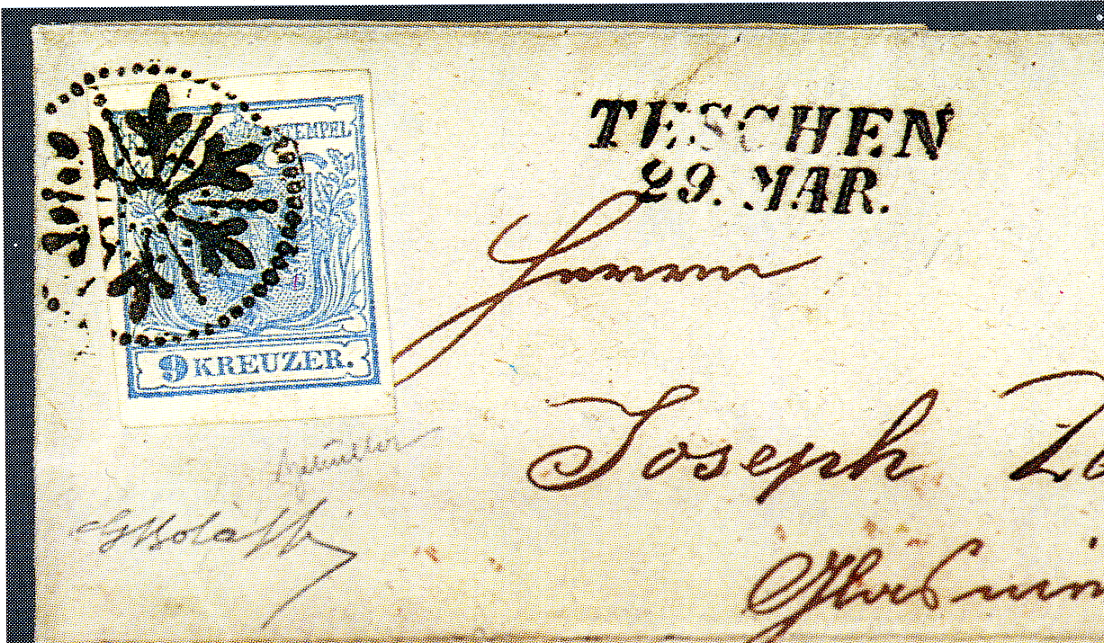
طابع بريدي من النمسا يحمل الرمز KK على الغلاف، إصدار 9 كروزر، عام 1850، طابع بريد خطي وصامت من تيشين (تشيسكي تيشين)، سيليزيا، جمهورية التشيك. طابع بريد من مولر، مقاس 100 × 30 نقطة. توقيع الخبير الإيطالي جوليو بولافي والخبير إدوين مولر.

من بين العوامل التي قد يأخذها الخبراء في الاعتبار عند اختيار غلاف بريدي:
- الغلاف نفسه:
  - هل هناك أي إصلاحات للغلاف؟
    - إغلاق التمزقات؟
    - إزالة البقع بالتبييض؟
    - قص أحد جانبي الظرف لإزالة الحافة الممزقة عند فتحه؟
    - محو آثار أقلام الرصاص التي كتبها جامعو الطوابع السابقون؟

  - هل الغلاف مزيف:
    - هل الورق المستخدم في فترة إرسال الغلاف بالبريد؟
- الطوابع الموجودة على الغلاف:
  - هل الطوابع أصلية أم مزورة؟
  - هل تُستخدم الطوابع بشكل صحيح؟ على سبيل المثال، استخدام طابع بريدي بعد سنوات من انتهاء صلاحيته.
  - هل تم إصلاح الطوابع (تنظيفها، تبييضها، إعادة ثقبها)؟
  - هل أُزيلت الطوابع من الغلاف وأُعيد لصقها عليه؟ عادةً ما يتم ذلك لتحديد الأنواع النادرة من الطوابع.
  - هل أُزيلت الطوابع من الغلاف؟
  - هل أُضيفت طوابع إلى الغلاف لم تكن موجودة عند إرسالهِ بالبريد؟ على سبيل المثال، إضافة طابع بريدي نادر الاستخدام إلى غلاف موجود لجعل غلاف عادي ذا قيمة عالية.
  - هل أُزيلت الطوابع واستبدلت بطوابع أخرى؟ على سبيل المثال، إزالة طابع بريدي بحالة ممتازة واستبداله بآخر تالف من الخلف، مع الحرص على إخفاء الجزء الخلفي التالف.
- العلامات البريدية على الغلاف.
  - هل العلامات البريدية أصلية؟
  - هل العلامات البريدية مطابقة للفترة الزمنية المستخدمة؟
  - هل أُضيفت علامات بريدية مزيفة إضافية إلى الغلاف لزيادة قيمته؟
  - هل الحبر أصلي ومن الفترة الزمنية المستخدمة؟

## أدوات الخبير
غالبًا ما يحتفظ الخبراء بمكتبة خاصة بهم من القطع المقلدة والمزيفة، كما يمكنهم الوصول إلى سجلات القطع الأصلية السابقة التي شاهدوها. وعادةً ما تكون لديهم مكتبة ضخمة من الأدبيات الطوابعية للرجوع إليها.
ومن الضروري أن يمتلك الخبراء المعدات العلمية، وتشمل:
- المجاهر ثنائية العدسات ومجاهر المقارنة.
- ميكرومترات ورقية (مسماك مصغري).
- مصادر طاقة من الأشعة فوق البنفسجية والأشعة تحت الحمراء.
- معدات تحديد الألوان الضوئية.
- معدات فلورية من الأشعة السينية وأجهزة قياس الطيف الضوئي.

كما يجب أن يمتلك الخبير أمران أساسيان وهما الحس السليم، والخبرة.

## شهادات وعلامات الخبراء

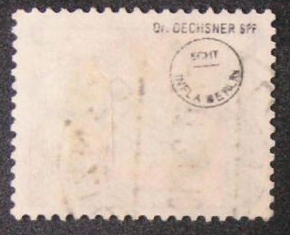
ختم اختبار خاطئ للدكتور أوكسنر

بعد فحص أي قطعة، يُصدر الخبير (الخبراء) شهادةً تُبيّن نتائجهم، والتي تشمل تحديد الهوية، وأصالة القطعة، أو غيرها، بالإضافة إلى تعليقات على أي تعديلات أو سمات غير عادية. عادةً ما تتضمن الشهادة صورةً للقطعة، وتكون موقعة. كما يُمكن نقشها أو إضافة ميزات أمان أخرى إليها. في الماضي، كان من الشائع أن يوقع الخبراء أو يضيفوا علامتهم على ظهر الطوابع، إلا أن هذا الأمر نادرٌ اليوم، إذ يُعتبر من قِبل البعض تغييرًا للقطعة غير مرغوب فيه. في ألمانيا (BPP)، لا يزال توقيع العديد من القطع أمرًا شائعًا، ولكن ليس الأكثر قيمةً.
كانت هناك حالات حصل فيها تزوير شهادات الخبراء نفسها، وفي "قضية بلوم"، طبع المزور علامات وشهادات خبرة مزورة طبقت على طوابع المستعمرات الألمانية وغيرها.

## البحث عن الخبراء

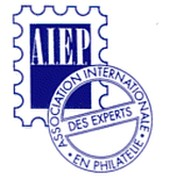
ملصق الرابطة الدولية لخبراء الطوابع (AIEP)

في الولايات المتحدة، لدى مؤسسة الطوابع وجمعية هواة جمع الطوابع الأمريكية والعديد من منظمات جمع الطوابع المتخصصة لجان تقوم بإجراء فحص الخبرة مقابل رسوم. في بريطانيا العظمى، تمتلك الجمعية الملكية لهواة جمع الطوابع في لندن لجنة خبراء مشهورة وهي أيضًا الأقدم في العالم، ولجنة خبراء BPA بنفس الشهرة. ينتمي الخبراء الألمان عادةً إلى Bund Philatelistischer Prüfer (BPP). ومن بين اللجان المتخصصة في قضايا بلدانهم على سبيل المثال لجان الخبراء في NVPH (هولندا)، وCOMEX (إسبانيا)، وIsphila (تركيا). - بالإضافة إلى ذلك، فإن الرابطة الدولية لخبراء الطوابع (AIEP) هي منظمة عالمية لخبراء الطوابع المستقلين.
قد يتم الطعن في نتائج الخبرة، وفي بعض الحالات أظهرت الأبحاث الإضافية أصالة عنصر اعتبر مزورًا، أو العكس.

## روابط خارجية
- Aspects of Philatelic Expertising - Part I by Simon Dunkerley
- Filatelia.fi list of philatelic experts (Includes more than 1700 experts, past and present, with their marks.)